# Zelená hora (Nepomuk)
Die Zelená hora (Grüner Berg) ist eine markante Erhebung im Nepomuker Hügelland (Nepomucká pahorkatina) in Tschechien. Auf dem Berg befindet sich das Schloss Zelená Hora und die Kirche Mariä Himmelfahrt. Der 533 m hohe Berg liegt einen Kilometer nördlich der Stadt Nepomuk.

## Geographie
Die Zelená hora erhebt sich steil über der Einmündung der Mihovka in die Úslava. An ihrem nördlichen Fuße befinden sich der von der Úslava gespeiste Teich Klášterský rybník, das Dorf Klášter mit den Resten des Klosters Nepomuk und der Hof Batov. Gegen Nordosten liegen die Ortschaften Srby, Nehovice, Huť und Vrčeň, im Osten das Gasthaus Vyskočilka, der Teich Panský rybník und der Ort Dvorec. Südlich des Berges liegt Nepomuk, südwestlich der Hof Borek. Unterhalb des Berges befindet sich im Westen das Tal der Mihovka mit dem Hof Šternberk und einer barocken Brücke. Dahinter erhebt sich der Hügel Na Skalici (561 m), an dessen Fuße die Orte Novotníky und Prádlo gelegen sind.

## Geschichte
Auf dem Berg befand sich in vorchristlicher Zeit eine heidnische Kultstätte der Kelten mit einem Opferstein und Altar.
Eine Legende berichtet, dass der hl. Adalbert, als er 977 mit Mönchen aus Rom zurückkehrte, die unterhalb des Berges lebenden Menschen zu Zeiten einer großen Dürre gesegnet haben soll. Darauf soll ein Regen eingesetzt haben und der verdorrte Berg ergrünt sein. Die Bewohner sollen den Ort zum Dank für die Hilfe Pomuk genannt haben. Während der Segnung soll Adalbert dabei auf dem Felsen gestanden sein, der heute aus dem Boden des Presbyteriums der Kirche herausragt.
Im 11. Jahrhundert siedelte alten Überlieferungen zufolge auf dem dicht bewaldeten Berg ein Einsiedler namens Břímota bzw. Bořita. Dieser errichtete unter dem Grünen Berg eine der Jungfrau Maria geweihte hölzerne Kapelle, an deren Stelle 1145 das Kloster Pomuk entstand. Der Berg gehörte zu den Klostergütern und die Mönche errichteten darauf einen Wachtturm. König Ottokar I. Přemysl ließ 1221 auf dem Grünen Berg eine Befestigungsanlage errichten. Über diese Anlage ist nichts Näheres überliefert und es haben sich auch keine Reste erhalten. Wahrscheinlich bestand sie nur kurze Zeit.
1419 besetzte der Hussitenführer Mikuláš z Husi a Pístného den wieder dem Kloster gehörigen Berg und ließ als seinen Sitz einen befestigten Hof anlegen, den er Hora Olivetska (Ölberg) nannte. Kurze Zeit später eroberten die Schwanberger den Hussitensitz und zerstörten ihn. 1436 errichtete Hynek Krušina von Schwanberg auf dem Berg die Burg Grünberg, die zum Sitz einer die Güter des zerstörten Klosters umfassenden weltlichen Herrschaft wurde. In der Sakristei der Burgkapelle wurden 1449 die böhmischen Kroninsignien einschließlich der Wenzelskrone während ihrer Überführung von der Burg Karlštejn nach der Burg Velhartice aufbewahrt.
Zdenko von Sternberg ließ 1464 die Burgkapelle abtragen und an ihrer Stelle die Kirche des hl. Adalbert erbauen. Unter Adam von Sternberg entstand das wahrscheinlich älteste Wasserwerk Böhmens, das das bei der früheren Klostermühle geschöpfte Wasser über ein System von Holzleitungen in den Brunnen auf dem Vorhof der Burg drückte. Wenzel Adalbert von Sternberg ließ die Burganlage zwischen 1670 und 1688 zu einem frühbarocken Schloss umgestalten. Ab 1688 begann er mit der Erweiterung der Kirche zu einer dreischiffigen Wallfahrtskirche.
Zwischen 1939 und 1990 nutzte die Armee das Schloss und den am Fuße des Berges befindlichen Wirtschaftshof Šternberk. Schloss und Kirche wurden in dieser Zeit ausgeplündert und wenig für ihre Erhaltung getan. Der Hauptaltar der Kirche Mariä Himmelfahrt wurde während dieser Zeit an die Kirche in Neurazy abgegeben. Die beabsichtigte Rückführung kam wegen der Plünderung der Kirche Neurazy im Jahre 2003, bei der auch der Altar ausgeraubt wurde, nicht zustande.
Im Innern der Kirche befindet sich seit Mai 2003 eine Ausstellung des Bildhauers Václav Fiala unter dem Motto „Stavby ve stavbě“, die eine hölzerne christliche Rotunde und ein islamisches Minarett darstellt.

## Sehenswürdigkeiten
- Schloss Zelená Hora, die 1436 erbaute Burg wurde 1670 und 1688 zum Schloss umgestaltet
- Kirche Mariä Himmelfahrt, die 1464 anstelle der Burgkapelle erbaute Kirche wurde 1688 zu einer dreischiffigen Wallfahrtskirche erweitert.
- Gasthaus Vyskočilka, am Wegkreuz östlich unterhalb des Berges
- Statue des hl. Johannes von Nepomuk südlich der Vyskočilka
- Hof Šternberk, errichtet vor 1584 als befestigter Hof am westlichen Füße des Berges, 1669 wurde das Vorwerk mit Brauerei und Jungpferdestall erneuert
- Obelisk bei der Vyskočilka, zum Gedenken an die englischen Soldaten der Eskorte von Elisabeth Stuart, die am 6. Oktober 1620 bei einem Gefecht mit Bayerischen Truppen gefallen sind